# Yoshimuria
Yoshimuria is een geslacht van korstmossen behorend tot de familie Teloschistaceae. De typesoort is Yoshimuria spodoplaca.

## Geslachten
Volgens Index Fungorum telt het geslacht vier soorten (peildatum oktober 2021):
| Soortnaam                | Auteur(s)                                                                               | Publicatiejaar |
| ------------------------ | --------------------------------------------------------------------------------------- | -------------- |
| Yoshimuria galbina       | (S.Y. Kondr. & Hur) S.Y. Kondr., Kärnefelt, Elix, A. Thell, Jung Kim, A.S. Kondr. & Hur | 2014           |
| Yoshimuria ivanpisutiana | S.Y. Kondr., Lőkös & Hur                                                                | 2019           |
| Yoshimuria seokpoensis   | S.Y. Kondr., Lőkös & Hur                                                                | 2019           |
| Yoshimuria spodoplaca    | (Nyl.) S.Y. Kondr., Kärnefelt, Elix, A. Thell, Jung Kim, A.S. Kondr. & Hur              | 2014           |